# Beleg van Uehara
Het Beleg van Uehara vond plaats in 1542 en was een van de stappen van Takeda Shingen om zijn macht in de provincie Shinano te vergroten. Kasteel Uehara behoorde toe aan Suwa Yorishige voordat Shingen het innam. Een dag later volgde het beleg van Kuwabara, waarna Suwa gaf zich overgaf en gedwongen werd zelfmoord te plegen.